# Eberhard (Schiff)
Die Eberhard  war ein 1870 in Dienst gestelltes Glattdeckdampfschiff der Königlich Württembergischen Staats-Eisenbahnen (KWStE) mit Heimathafen Friedrichshafen.

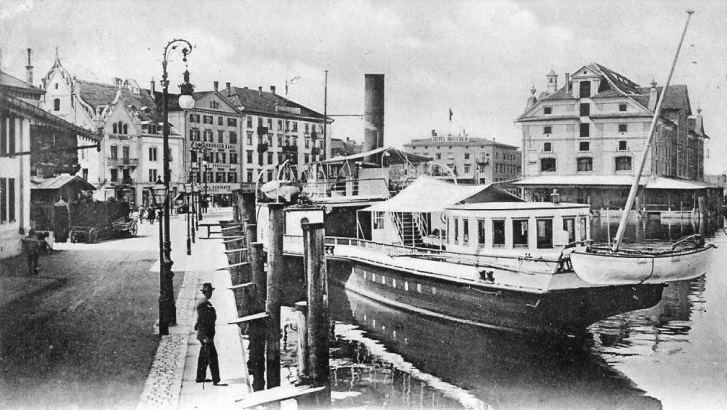
Die Eberhard um 1900 in Rorschach

Der GD Eberhard war der letzte Glattdeckdampfer, der von den Württembergischen Staats-Eisenbahnen in Dienst gestellt wurde. Eberhard war der Name mehrerer Württembergischer Grafen und Herzöge.
1886 erhielt das Schiff bei einer Modernisierung ein Promenadendeck und 1895 einen neuen Salon.
Als der Salondampfer Christoph wegen der bevorstehenden Indienststellung der Hohentwiel in die Reserve kam, wurde die Eberhard 1912 außer Dienst gestellt und ein Jahr später abgebrochen.